# سفارت ایالات متحده آمریکا در اولان باتور
سفارت ایالات متحده آمریکا در اولان باتور (به لاتین: Embassy of the United States) یک منطقهٔ مسکونی و نمایندگی سیاسی ایالات متحده آمریکا در مغولستان است که در اولان‌باتور واقع شده‌است.